# Cat People (película de 1942)
Cat People (en España y en Hispanoamérica, La mujer pantera  y La marca de la pantera  en el doblaje hispanoamericano y emisión por cable ) es una película de terror estadounidense de 1942 dirigida por Jacques Tourneur. 
Un año después, Günther von Fritsch y Robert Wise dirigirían una secuela titulada La venganza de la mujer pantera (The Curse of Cat People). 
En 1993, la película fue considerada «cultural, histórica y estéticamente significativa» por la Biblioteca del Congreso de Estados Unidos y seleccionada para su preservación en el National Film Registry.

## Argumento

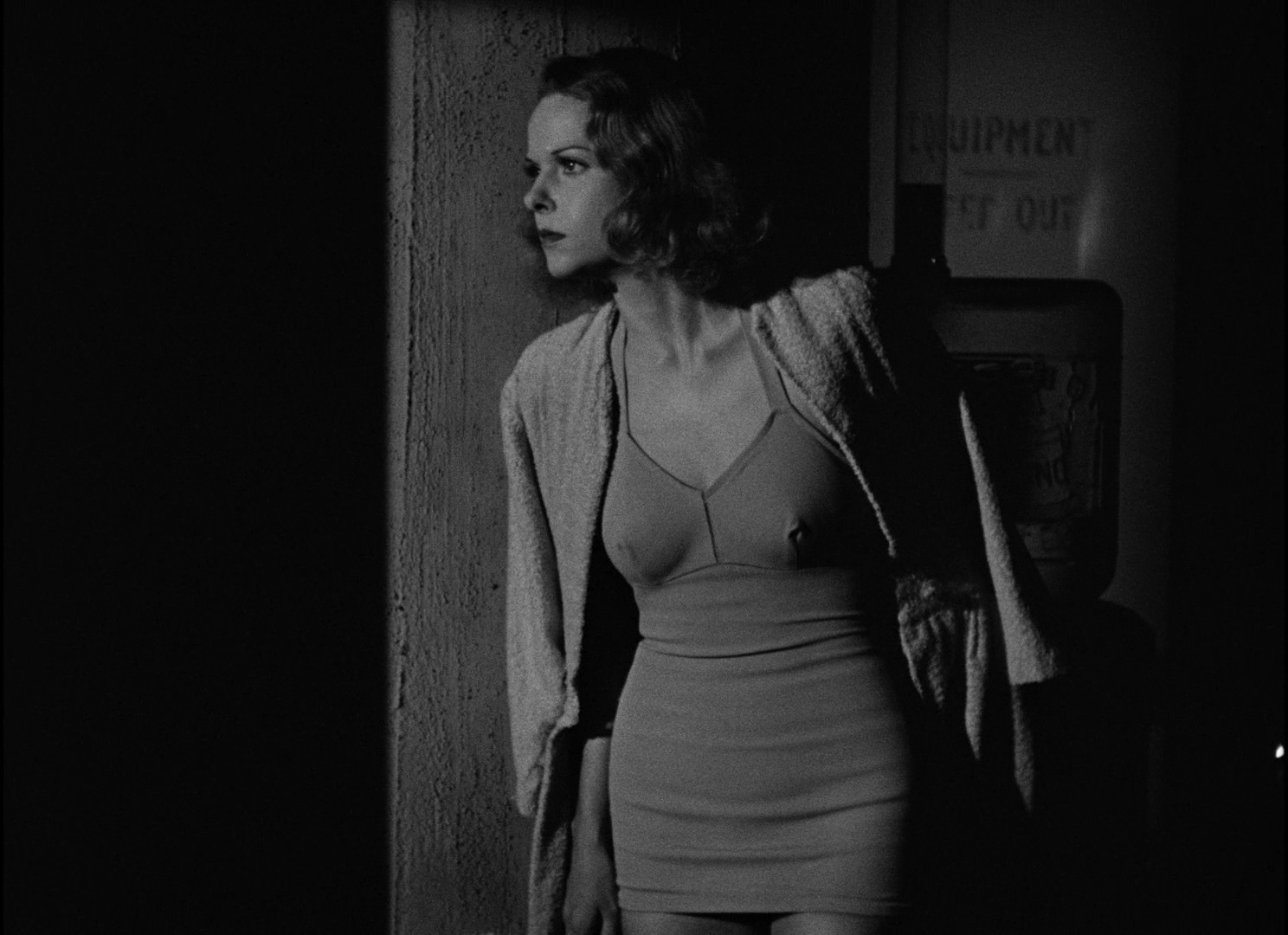
Jane Randolph interpreta a Alice Moore en La mujer pantera.

La joven de origen serbio Irena Dubrovna, mientras se halla dibujando una pantera negra en el zoológico neoyorquino de Central Park, conoce casualmente al ingeniero Oliver Reed. Ambos se enamoran. Pero Irena guarda un terrible secreto, del cual ella misma no tiene más que sospechas. A lo largo de su relación y su posterior matrimonio, Oliver va descubriendo el enigma que envuelve a Irena: está convencida de que si ambos consuman su relación, ya sea sólo con un beso, ella, que arrastra una maldición ancestral, se convertirá en una mujer pantera que acabará con él. Oliver, convencido de que todo es producto de la imaginación de Irena, la convence para que acuda a la consulta del doctor Louis Judd. No obstante, todo esto hace que el matrimonio se tambalee y Oliver estreche su amistad con Alice Moore, una compañera de trabajo enamorada de él. Esta relación provocará los celos de Irena. Alice, en un par de ocasiones, se sentirá acechada por una presencia misteriosa. El doctor Judd, que besa a Irena en espera de la reacción que ello provocará en su paciente, muere atacado por la pantera en la que ella se convierte, no sin antes herirla mortalmente. Irena, recobrada su humanidad, aún puede trasladarse al zoo, junto a las jaulas de los felinos, donde todo empezó. Allí la encuentran Oliver y Alice, yaciendo muerta en el suelo, convertida nuevamente en una pantera negra.
La película se cierra con los versos del poeta John Donne, pertenecientes a su obra Holy Sonnets: «But black sin hath betrayed to endless night / my world, both parts, and both parts must die.» («Pero el pecado negro traicionó a la noche eterna / a mi mundo, a ambas partes, y ambas partes deben morir»). 

## Impacto y legado
La novela El beso de la mujer araña (1976), del argentino Manuel Puig, comienza con uno de los personajes (Molina) contándole el argumento de esta película a su compañero de celda.  
En 1944 salió una secuela, La venganza de la mujer pantera (The Curse of the Cat People). En 1982, Paul Schrader dirigiría el remake El beso de la pantera, con Nastassja Kinski en el papel principal. La banda de sonido incluye la canción "Cat People (Putting Out Fire)" interpretada por David Bowie y con producción de Giorgio Moroder, que fue un éxito en varios países: N° 1 en Nueva Zelanda, Suecia, Finlandia y Noruega, N° 26 en Reino Unido y N° 67 en Estados Unidos. Una versión regrabada (con producción de Nile Rodgers y guitarra de Stevie Ray Vaughn) apareció en el álbum de Bowie Let's Dance. 

## Reparto
- Simone Simon - Irena Dubrovna Reed
- Kent Smith - Oliver Reed
- Tom Conway - Dr. Louis Judd
- Jane Randolph - Alice Moore
- Jack Holt - El comodoro
- Elizabeth Russell - La mujer serbia en el restaurante (sin acreditar)